# Valerio Villareale
Valerio Villareale, né en 1773 à Palerme où il meurt le 14 septembre 1854, est un sculpteur italien neoclassique. 

## Biographie
Valerio Villareale étudie avec Giuseppe Velasco puis passe quelque temps à la cour de Naples, où il est nommé restaurateur du Musée Borbonico, commissaire des Beaux-Arts. Il travaille également au Palais de Caserte. 
Il séjourne également à Rome auprès d'Antonio Canova, puis revient à Palerme où il est surintendant des fouilles de Sicile. Il intervient notamment à Sélinonte qu'il désensable et à la Vallée des Temples d'Agrigente dont il relève une partie du « temple des Dioscures » en 1836 avec l'architecte Saverio Cavallari. 
Il est également professeur de sculpture à l'université de Palerme, comptant parmi ses élèves Nunzio Morello et Joseph-Michel-Ange Pollet. 

## Œuvres
- Décorations des salles d'Astrée et de Mars, Palais de Caserte, Naples[2]
- Baccante danzante, 1838, Marbre (Galerie d'art moderne de Palerme)
- Bas-reliefs de la chapelle Sainte-Rosalie, 1830, cathédrale de Palerme[2]
- Monument à Giuseppina Turrisi Colonna, Église San Domenico de Palerme[2]